# Ángelos Sikelianós

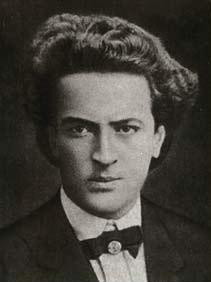
Ángelos Sikelianós.

Ángelos Sikelianós (en griego Άγγελος Σικελιανός; 28 de marzo de 1884 – 19 de junio de 1951) fue un poeta y dramaturgo griego moderno. Uno de los más importantes poetas líricos del siglo XX en Grecia; resaltaba la historia nacional, el simbolismo religioso, y la armonía universal en poemas tales como The Light-Shadowed, Prologue to Life, Mother of God, y Delphic Utterance. Sus obras teatrales incluyen Sibylla, Daedalus in Crete, Christ in Rome, The Death of Digenis, y Asklepius. Fue el primer poeta griego del siglo XX en ser propuesto candidato al Premio Nobel de Literatura.

## Biografía
Sikelianós nació en Léucade, donde transcurrió su infancia. En 1900 ingresó en la Escuela de Leyes de Atenas, pero no se graduó. Los años siguientes viajó por todas partes y se comprometió con la poesía. En 1907 se casó con Eva Palmer, de origen estadounidense, quien en aquella época era estudiante de arqueología en París. Se casaron en Estados Unidos y se mudaron a Atenas en 1908. Durante ese periodo de su vida, Sikelianós entró en contacto con los intelectuales griegos, y en 1909 publicó su primer poemario, Alafroískïotos (The Light-Shadowed), en cual causó un impacto inmediato y fue reconocido por los críticos como un importante trabajo poético.
También se hizo amigo de su colega escritor Nikos Kazantzakis, y en 1914 ambos permanecieron cuarenta días en el Monte Athos, visitando los famosos monasterios del lugar y viviendo la vida de los ascetas. Al año siguiente se embarcaron en un peregrinaje a través de Grecia. Los dos escritores eran almas gemelas, pero también muy diferentes en sus respectivas perspectivas de la vida. Sikelianós fue un hombre de mundo, lleno de optimismo, y con una fe inquebrantable en sus capacidades como escritor. Kazantzakis era taciturno y con tendencia a recluirse, siempre dubitativo, y tenía, como él mismo admitía, una tendencia a enfocar la calavera detrás de la cara. Juntos, sin embargo, compartieron la preocupación mutua de intentar refinar y elevar el espíritu humano a través de ejercicios artísticos.
En mayo de 1927, con el apoyo de su esposa, Sikelianós celebró el Festival de Delfos como parte de su esfuerzo hacia el renacimiento de la «Idea Délfica». Sikelianós creía que los principios que habían modelado la civilización clásica, si eran reexaminados, podrían ofrecer independencia espiritual y serviar como medios de comunicación entre personas.
El evento consistió en concursos olímpicos, un concierto de música bizantina, una exhibición de arte folklórico así como una representación de Prometeo encadenado. Fue muy exitoso a pesar de la falta de asistencia de representantes del Estado, y se repitió al año siguiente. El renacimiento fue después abandonado permanentemente debido a los excesivos costes de organización. En honor a la memoria de Ángelos y Eva Sikelianós, el Centro Cultural Europeo de Delfos compró y restauró su casa en Delfos, la cual es hoy un Museo de Festivales Délficos.
Eva Palmer le dejó por los Estados Unidos, y Sikelianós se casó con Anna Karamani.
Durante la ocupación alemana, se convirtió en una fuente de inspiración para el pueblo griego, especialmente gracias al poema discurso que recitó en el funeral del bardo Kostis Palamas. Fue él quien compuso la carta que dirigió el arzobispo Damaskinos de Atenas para salvar las vidas de los judíos griegos apelando directamente a los alemanes. La carta fue firmada por destacados ciudadanos griegos en defensa de los judíos que estaban siendo perseguidos. No existe un documento igual de protesta contra los nazis durante la Segunda Guerra Mundial que haya salido a la luz en cualquier otro país de Europa.
En 1949, era candidato al Premio Nobel de Literatura. Murió trágicamente en un accidente en Atenas después de haber ingerido inadvertidamente Lysol cuando él había pedido Nujol (un medicamento) en 1951. Sobrevivió cinco días antes de morir el 19 de junio. Sikelianós tenía su residencia en la isla de Salamina en el monasterio Faneromeni.
- Datos: Q359839
- Multimedia: Angelos Sikelianos / Q359839